# Wisoka polana (obwód Szumen)
Wisoka polana (bułg. Висока поляна) – wieś w Bułgarii, w obwodzie Szumen, w gminie Chitrino. W 2024 roku liczyła 352 mieszkańców.